# Sint-Amanduskerk (Eke)

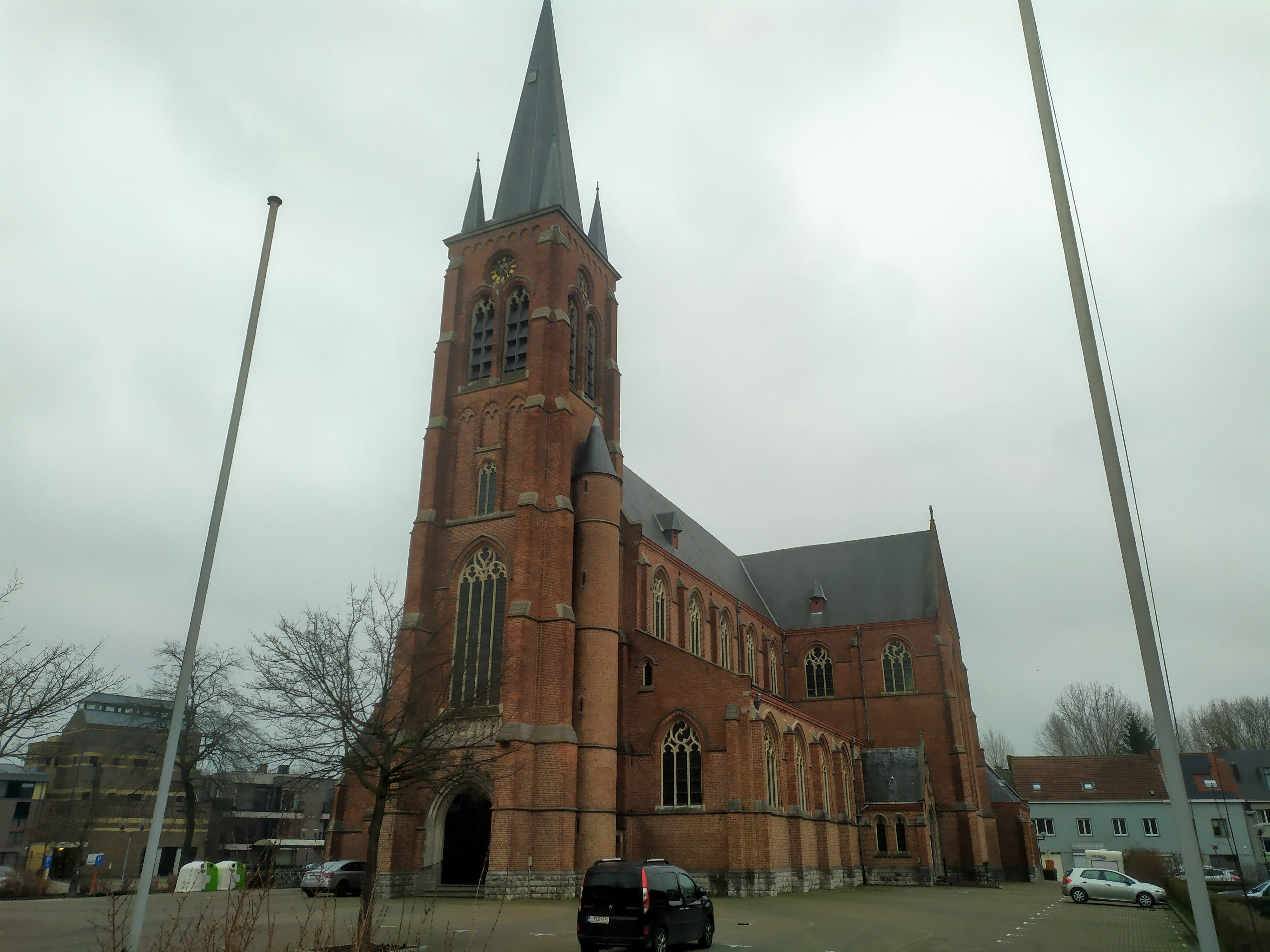
Het kerkgebouw uit het begin van de 20e eeuw

De Sint-Amanduskerk is de parochiekerk van de tot de Oost-Vlaamse gemeente Nazareth behorende plaats Eke, gelegen aan het Kerkplein. Het betreft een imposante neogotische bakstenen kruisbasiliek met hoge westtoren.

## Geschiedenis

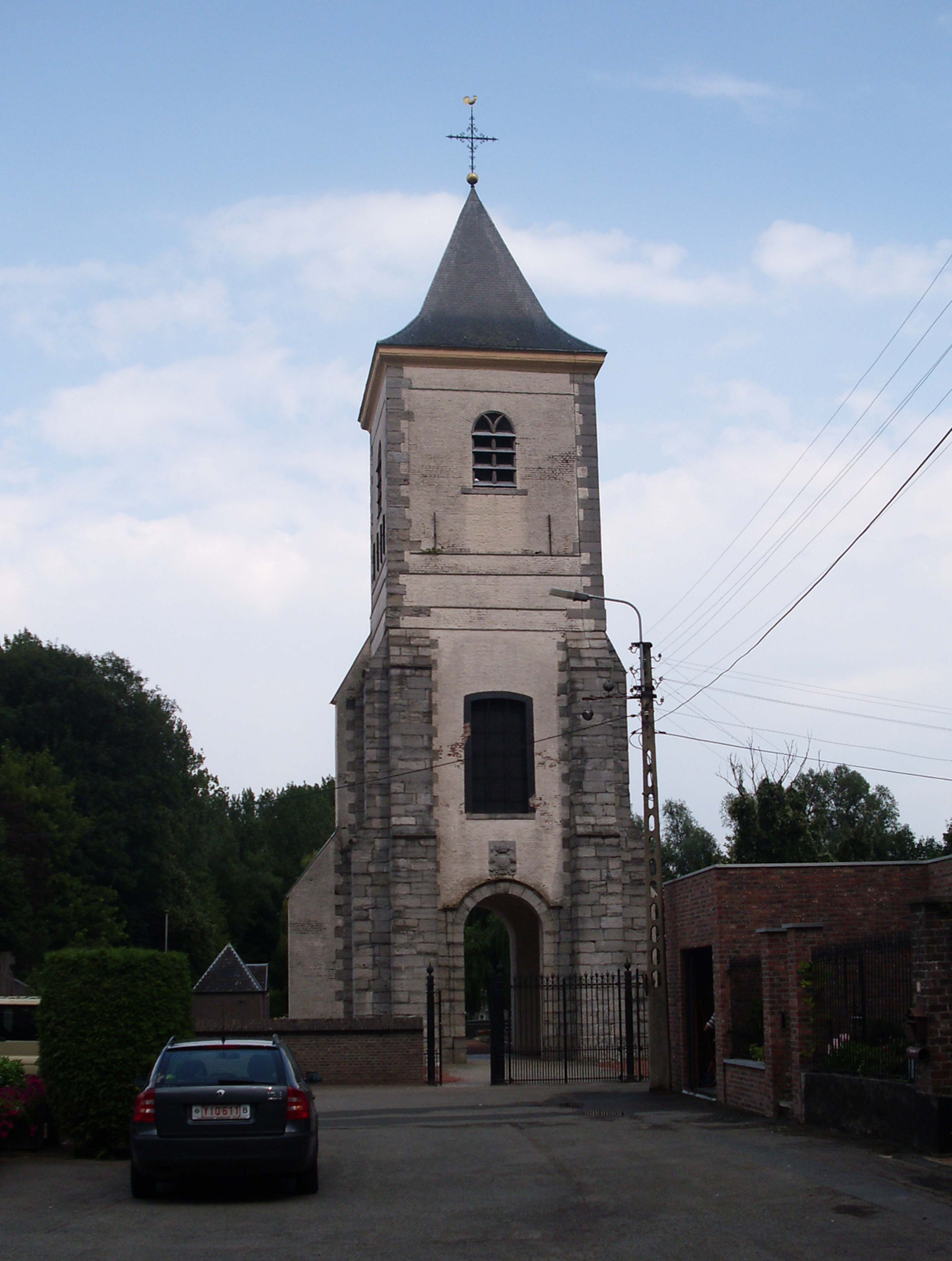
De toren van de oude Sint-Amanduskerk

De Sint-Amanduskerk is een neogotische kerk naar ontwerp van architect Jules Goethals ter vervanging van de oude en te klein geworden kerk. Deze lag iets meer zuidwaarts nabij de Oude Schelde, en hiervan rest nu enkel de toren. 
Sinds 1900 werden pogingen ondernomen door pastoor De Coninck voor de bouw van een nieuwe kerk op grond geschonken door graaf de Lichtervelde. De eerstesteenlegging vond plaats in 1912. Nog voor de voltooiing werd het gebouw zwaar beschadigd tijdens de Eerste Wereldoorlog. Ze werd heropgebouwd in 1923-27 en ingewijd in 1933.

## Interieur

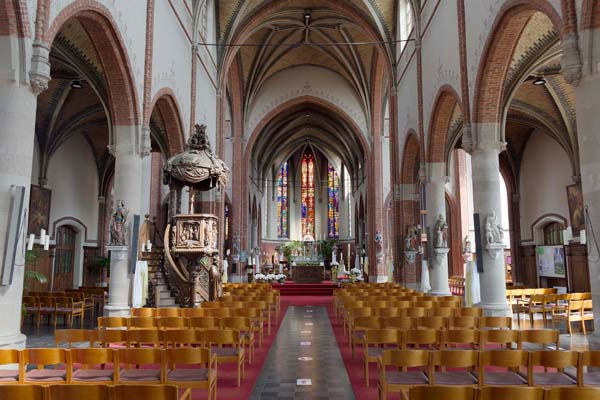
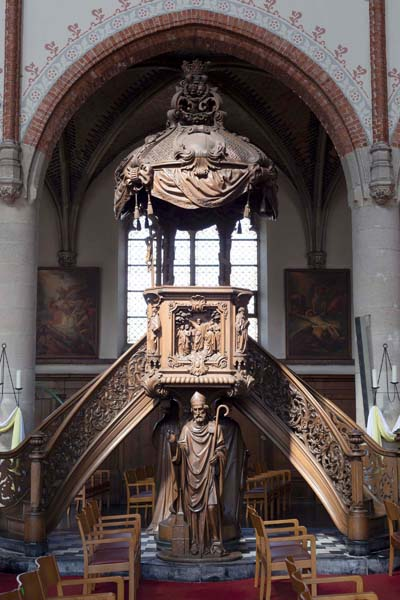
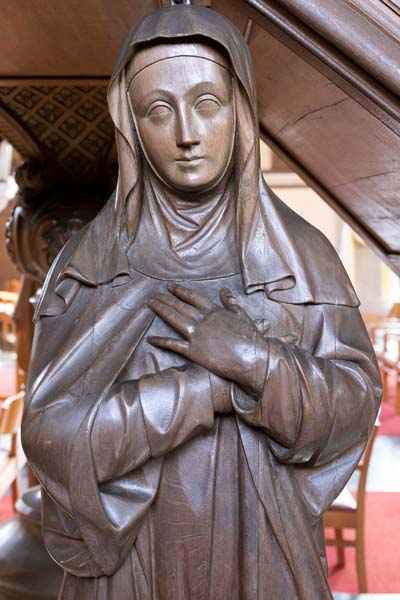
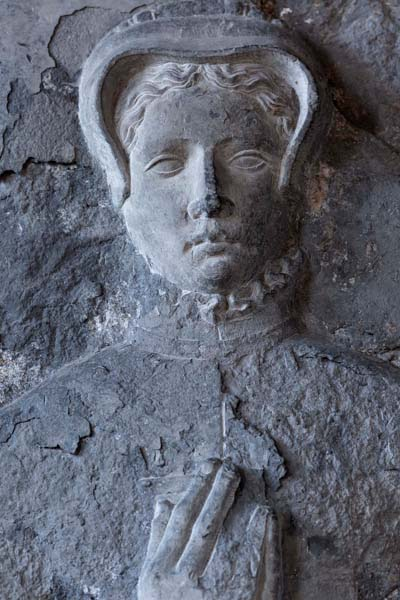